# 大村市立図書館
大村市立図書館（おおむらしりつとしょかん, Omura City Library）は、長崎県大村市が設置する公共図書館である。

## 概要
1947年（昭和22年）に開設された私立大村図書館を前身とする。 
2019年（令和元年）1月に当図書館を改称・移転の形でミライon図書館が設置され、10月5日に開館した。

## 沿革
- 1947年（昭和22年）
  - 5月 - 大村純毅の寄贈により、私立大村図書館が玖島郷に設立。
  - 10月 - 大村市への移管により、大村市立図書館に改称。
- 1953年（昭和28年）11月 - 大村郷土資料室を附設。
- 1972年（昭和47年）5月 - 中地区公民館が完成し、市立図書館の分館を設置。
- 1973年（昭和48年）
  - 6月 - 本館が新築完成。
  - 8月13日 - 開館。
  - 10月11日 - 大村市史料館を開設。
- 1974年（昭和49年）10月 - 萱瀬住民センター内に配本所を開設。
- 1976年（昭和51年）6月 - 竹松住民センター内に配本所を開設。
- 1978年（昭和53年）5月 - 三浦住民センター内に配本所を開設。
- 1979年（昭和54年）4月 - 鈴田住民センター内に配本所を開設。
- 1980年（昭和55年）7月 - 松原住民センター内に配本所を開設。
- 1998年（平成10年）4月 - 電算システムを稼働。
- 2007年（平成19年）12月 - 郡地区公民館が完成し、配本所を開設。
- 2008年（平成20年）3月 - 電算システムを更新。
- 2017年（平成29年）10月1日 - 県立・市立一体型図書館施設（仮称）建設のため休館[1]。
  - 12月5日 - 仮事務所が開所[1]。
- 2019年（平成31年）1月 - 長崎県立長崎図書館の移転に伴い、ミライon図書館に改称・移転。
  - 3月 - 仮事務所でのサービスを終了し、それまでのウェブサイトを閉鎖[2]。
  - 10月5日 - ミライon図書館が開館。郡地区公民館図書室を分室化した。
- 2020年（令和2年）5月7日 - 建て替えられた中地区公民館内の中地区公民館図書室を分室化した。

## 大村市立図書館（1973年 - 2017年）

### 施設
- 敷地面積 - 4,532㎡
- 地上2階建て
  - 床面積 - 1階は1,182㎡、2階は687㎡
- 駐車場34台

1階（図書館）
- 書庫
- 一般室
- 学習室
- 児童室
- 会議室
- 事務室

2階（史料館）
旧大村藩領の古文書・記録等の収集・整理・保存・展示を行っていた。
- 収蔵庫
- 第1展示室
- 第2展示室
- 屋上展示コーナー
- 事務室
- 研究室

所在地
〒856-8031 長崎県大村市東本町481番地
貸出規定
- 個人貸出 - 大村市内に居住、または通勤・通学する者。1回につき冊数は1人10冊以内、期間は2週間以内
- 団体貸出 - 地域や職場などの団体や読書グループ。1回につき冊数は1団体20冊以内、期間は1ヶ月以内

蔵書数
- 合計 182,611冊（2011年（平成23年）3月31日時点）
  - 一般書 128,163冊、児童書 54,448冊

### 交通アクセス
最寄りの鉄道駅
- JR九州 大村線「大村駅」から徒歩3分

最寄りのバス停
- 長崎県営バス 大村市内線「大村バスターミナル」又は「大村駅前」から徒歩3分

最寄りの道路
- 長崎県道17号大村停車場線

### 周辺
- 大村市立三城小学校
- 大村警察署大村駅前交番
- 親和銀行大村支店
- 長崎新聞大村支局
- 大村駅前郵便局
- 長崎空港観光ホテル

## ミライon図書館（2019年 -）
ミライon図書館は2019年（令和元年）10月5日に開館した県立・市立一体型図書館施設である。大村市立図書館条例で「大村市立図書館」として設置が定められている。

## 分室
大村市郡地区公民館図書室
大村市郡地区公民館図書室は大村市富の原二丁目382番地1にある大村市立図書館の図書室である。
大村市中地区公民館図書室
大村市中地区公民館図書室は大村市古賀島町133番地31にある大村市立図書館の図書室である。

## 参考資料
- 平成23年度 大村市の教育（PDF） - 大村市ウェブサイト
- 令和3年度 図書館要覧（PDF） - 大村市立図書館

## 関連事項
- 長崎県の図書館一覧
- ミライon図書館